# Szansa na sukces (film 2004)
Szansa na sukces (ang. Raise Your Voice) – amerykańska komedia romantyczna na podstawie opowiadania Mitcha Rottera. Film opowiada o losach szesnastoletniej Terri Fletcher, w którą wcieliła się Hilary Duff. Został nakręcony w 2004 r.

## Obsada
- Hilary Duff – Terri Fletcher
- Jason Ritter – Paul Fletcher
- Rita Wilson – Frances Fletcher
- David Keith – Simon Fletcher
- Rebecca De Mornay – Ciotka Nina
- Oliver James – Jay
- Dana Davis – Denise
- Carly Reeves – Kelly
- Johnny Lewis – Engelbert 'Kiwi' Wilson
- Kat Dennings – Sloane
- Lauren C. Mayhew – Robin
- Davida Williams Bruce – Lauren
- James Avery – Pan Gantry
- Giby Brand – Pan Holcomb
- Robert Trebor – Pan Wesson
- Fred Meyers – Matthew
- Członkowie zespołu Three Days Grace
  - Adam Gontier
  - Brad Walst
  - Neil Sanderson
  - Barry Stock

## Opis fabuły
Terri Fletcher, główna postać, uwielbia śpiewać. Jej starszy brat, Paul, jest jej inspiracją i jej najlepszym przyjacielem. Jednak jej ojciec uważa, że w życiu są rzeczy ważniejsze niż śpiew. Terri wysyła zgłoszenie na letni kurs do szkoły muzycznej w Los Angeles. W tajemnicy przed nią, Paul również wysyła jej zgłoszenie, ale na płycie DVD. Podczas nocnego powrotu do domu z koncertu Three Days Grace, dla którego rodzeństwo wymknęło się z domu, Terri i Paul ulegają wypadkowi, w którym brat Terri ginie. Po śmierci Paula, Terri dowiaduje się, że została przyjęta na kurs. Jednak nastolatka nie chce jechać, dopiero po przemyśleniu i zrozumieniu, że tego właśnie chciałby Paul, Terri zgodziła się pojechać. Przeciwny temu jest jej ojciec. Terri wraz z matką i ciotką okłamują ojca i dziewczyna wyjeżdża do LA. Kiedy przyjechała do Bristol-Hillman Conservatory, Terri doświadcza nowych rzeczy i odczuć. Dziewczyna z wzajemnością zakochana jest w Jayu. Na końcowym występie w szkole, aby uczcić pamięć brata, śpiewa piosenkę Someone's Watching over Me skomponowaną razem z Jayem. Podczas przewijania napisów końcowych, Hilary śpiewa Jericho.